# Плиска жовтоголова

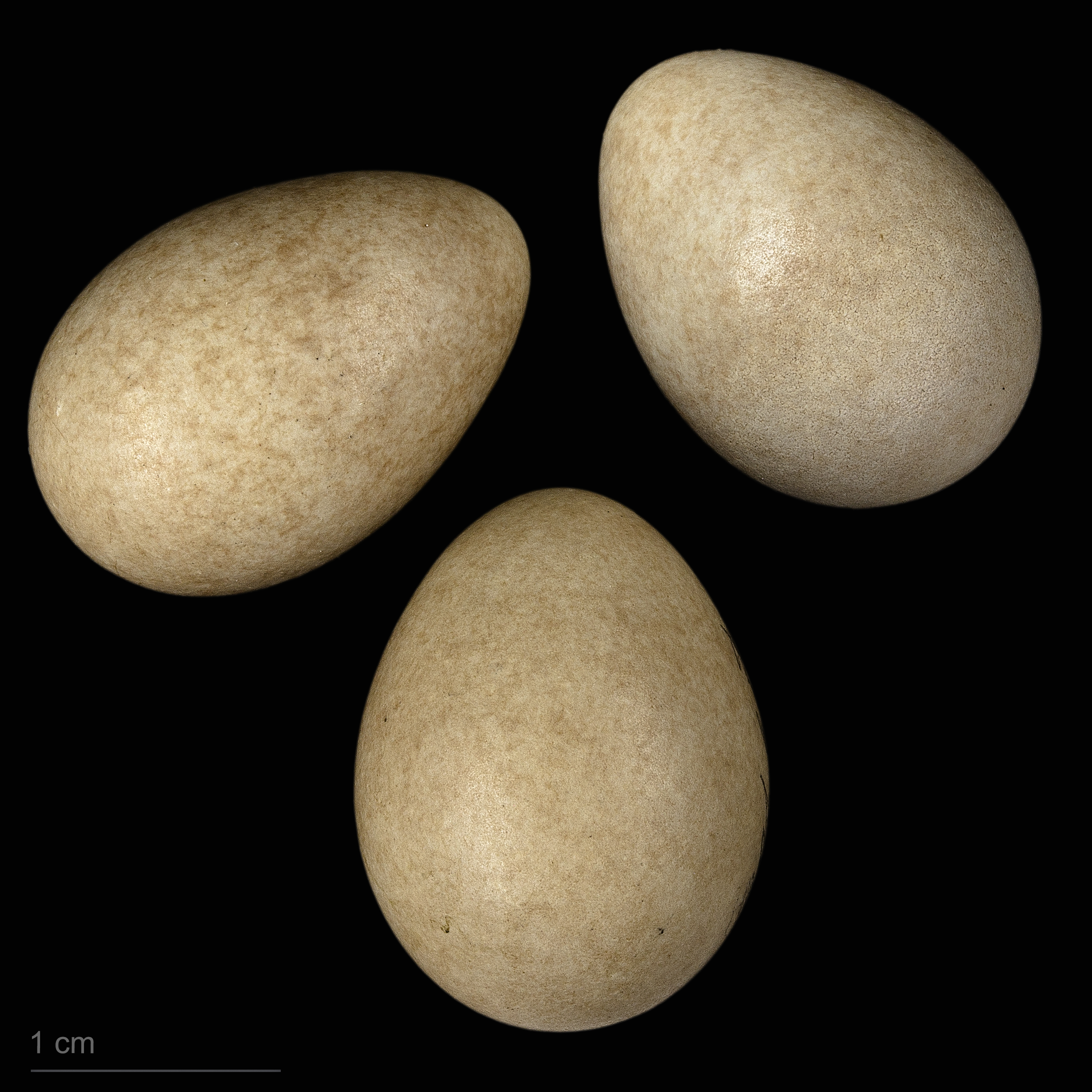
яйце Motacilla citreola citreola - Тулузький музей

Пли́ска жовтоголо́ва  (Motacilla citreola Pallas, 1776) — невеликий птах з родини плискових. В Україні гніздовий перелітний птах.

## Поширення
Ареал розірваний — гніздиться на півночі центральної Азії на вологих луках та в тундрі. Ареал виду поступово розширюється на захід, доходячи до західної Європи, де він зустрічається все частіше. На території України плиска жовтоголова гніздиться в лісовій та лісостеповій смугах, а також північній частині Степу. 
Взимку вид мігрує у південну Азію, часто в гірські райони.
Тримається на відкритих місцевостях біля води, наприклад, на вологих луках та болотах.

## Опис
Тендітний птах з характерним довгим хвостом. Маса тіла 17-23 г, довжина тіла біля 18 см. У дорослого самця в шлюбному вбранні вся голова і низ жовті; через боки і задню частину шиї проходить чорна смуга; спина і поперек сірі; надхвістя темно-сіре; підхвістя білувате; на сірувато-чорних покривних перах верху крила дві білі смуги; махові пера бурі; середні стернові пера чорні, дві крайні пари — майже цілком білі; дзьоб і ноги чорні; у позашлюбному оперенні голова, крім жовтих «брів», сірувата. У дорослої самки верх голови і покривні пера вух оливково-сірі; чорної смуги на боках і задній частині шиї нема; груди і черево білуваті, з легким жовтим відтінком. Молодий птах зверху сірувато-бурий; білувате горло окреслене темним; груди і черево жовтуваті.
Доросла жовтоголова плиска відрізняється від жовтої плиски жовтою (дорослий самець) або оливково-сірою (доросла самка) головою; молодий птах від молодої жовтої плиски — сірувато-бурим тоном верху.

## Гніздування
Гніздяться на купинах і торфових болотах, болотистих луках з негустими заростями кущів. Плиски жовтоголові часто гніздяться групами від декількох пар до трьох-чотирьох десятків пар. Гніздо будує на землі під купиною, часто у дуже вологому місці. Повна кладка з 5-6 білуватих, з густими сірувато-коричневими крапками яєць, з другої половини травня — до середини червня. Насиджує переважно самка 13-14 днів. Пташенята запишаються в гнізді близько двох тижнів, але після цього ще кілька днів батьки годують їх поблизу від гнізда.

## Живлення
Вид є комахоїдним.